# تپه شهباز بولاغی ۲
تپه شهباز بولاغی ۲ مربوط به هزاره اول قبل از میلاد است و در شهرستان تکاب، بخش مرکزی، دهستان انصار، روستای کوتان علیا واقع شده و این اثر در تاریخ ۷ اسفند ۱۳۸۵ با شمارهٔ ثبت ۱۷۶۳۴ به‌عنوان یکی از آثار ملی ایران به ثبت رسیده است.